# Targeta d'aprenentatge

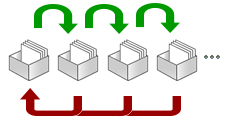
En el sistema Leitner, les targetes correctament contestades són disposades a la següent, i menys freqüent, caixa, mentre que les respostes de manera incorrecta, són retornades a la primera capsa, per així ser revisades amb més freqüència.

Una targeta d'aprenentatge o bit (en anglès: flashcard) és una targeta, tant física com virtual, amb informació a ambdós costats, que serveix com a ajut per a la memorització de conceptes diversos. Cada bit conté una pregunta en un costat i una resposta en l'altre. Aquestes targetes són sovint utilitzades per memoritzar vocabulari, dates històriques, fórmules o qualsevol altra qüestió que pot ser apresa per mitjà d'un format "pregunta i resposta".

## Ús
Els bits exerciten el procés mental d'active recall: donada una pregunta concreta, l'individu en produeix la resposta. Més enllà del contingut de les targetes, les quals es recullen en jocs, hi ha diversos dubtes sobre com s'han de fer servir, amb quina freqüència s'han de repassar i de quina manera s'ha de reaccionar de cara als errors. Diversos sistemes han estat desenvolupats per a l'ús dels bits, com ara la repetició espaiada i el sistema Leitner.

### Repetició espaiada

Exemple d'un bit virtual utilitzant Anki per revisar una fórmula matemàtica. Primer, només es mostra la pregunta. Després es mostra la resposta.

#### Sistema Leitner

En el sistema Leitner, les targetes correctament contestades són disposades a la següent, i menys freqüent, caixa, mentre que les respostes de manera incorrecta, són retornades a la primera capsa, per així ser revisades amb més freqüència.

El sistema Leitner és un mètode que fou introduït pel periodista científic alemany Sebastian Leitner a la dècada del 1970.. És una implementació senzilla del principi de repetició espaiada, on les targetes són revisades a intervals creixents.

#### Exemples
Un estudiant aprenent la paraula xinesa 人 (rén, persona o persones):
Pregunta: persona
Resposta: 人, rén
A la inversa:
Pregunta: 人
Resposta: rén, persona
O un estudiant que aprèn la paraula anglesa "enough" ("prou"). A causa de la pronunciació irregular de "-ough", la pronunciació de l'AFI és donada juntament amb la paraula.
Pregunta: prou
Resposta: enough /ɪˈnʌf/
Invers:
Pregunta: enough
Resposta: /ɪˈnʌf/, prou

## Història
Els bits han estat utilitzats, com a mínim, d'ençà que, el segle xix, Favell Lee Mortimer publicà, l'any 1834, el llibre Reading Disentangled, obra que conté un conjunt de bits destinats a l'aprenentatge i memorització de vocabulari i pronunciació.
El sistema Leitner per planificar bits fou introduït pel periodista científic alemany Sebastian Leitner l'any 1972, amb el llibre So lernt man lernen.